# Česko na Mistrovství světa v atletice 2013
Mistrovství světa v atletice 2013 v Moskvě, které se konalo ve dnech 10. – 18. srpna 2013, se zúčastnilo 28 českých atletek a atletů. Největšího úspěchu dosáhli Zuzana Hejnová v běhu na 400 m překážek a Vítězslav Veselý v hodu oštěpem, kteří získali zlaté medaile, a Lukáš Melich v hodu kladivem, který byl bronzový.
Šlo o historicky druhé nejlepší umístění české reprezentace na mistrovství světa – lepších výsledků dosáhli čeští sportovci z hlediska medailí pouze na MS v Ósace v roce 1997.

## Nominovaní atleti
Konečnou nominaci vyhlásil Český atletický svaz 29. července. Bylo v ní 14 atletů a 14 atletek, kteří splnili mezinárodní nebo národní limity opravňující k účasti na mistrovství. Nominovány byly také mužská i ženská štafeta na 4 × 400 m. Limit splnili i desetibojař Adam Sebastian Helcelet a běžkyně na 1500 m Tereza Čapková, kteří se však před mistrovstvím zranili a závodit nemohli.
Hlavními favority byli Zuzana Hejnová v běhu na 400 m překážek, která před mistrovstvím byla na 1. místě světových tabulek 2013, a Vítězslav Veselý v oštěpu (2. místo). Velké naděje si dělali i Ladislav Prášil v kouli (3. místo) nebo Lukáš Melich v kladivu (4. místo).
Šlo o největší výpravu od MS v roce 1999 (např. na minulé MS 2011 v Tegu jelo 21 sportovců). I s doprovodem výprava čítala 52 osob. Hlavním trenérem reprezentace byl bývalý desetibojař Tomáš Dvořák. Ten na tiskové konferenci před odletem do Moskvy prohlásil, že věří v aspoň jednu medaili.

## Výsledky
Čeští reprezentanti absolvovali 11 individuálních mužských a 11 individuálních ženských soutěží. V nich celkem desetkrát postoupili do finále, pětkrát v mužských i ženských soutěžích. Překonali také tři  české mužské nebo ženské rekordy zásluhou Zuzany Hejnové, čtvrtkaře Pavla Masláka a sedmibojařky Elišky Klučinové; jeden rekord vyrovnala chodkyně Anežka Drahotová.
V počtu medailí skončili naši reprezentanti na 8. místě, spolu s Ukrajinou, a předstihli i tak atleticky významné země jako Francii, Austrálii, Čínu nebo Itálii. V tabulce umístění (počítají se body za umístění do osmého místa) byla česká reprezentace na 13. místě.
Trenér reprezentace Tomáš Dvořák byl po šampionátě „velespokojen“. Cenil si toho, že oba vítězové zvládli situaci i psychicky. Za největší překvapení považoval postup Lenky Masné do finále běhu na 800 metrů.

### Muži
| Atlet                                            | Disciplína    | SB*     | Kvalifikace | Kvalifikace | Rozběh       | Rozběh   | Semifinále   | Semifinále  | Finále       | Finále           |
| Atlet                                            | Disciplína    | SB*     | Výkon       | Umístění    | Výkon        | Umístění | Výkon        | Umístění    | Výkon        | Umístění         |
| ------------------------------------------------ | ------------- | ------- | ----------- | ----------- | ------------ | -------- | ------------ | ----------- | ------------ | ---------------- |
| Pavel Maslák                                     | 400 m         | 45,13 s |             |             | 45,44 s      | 16.      | 44,84 s (PB) | 6.          | 44,91 s      | 5.               |
| Jan Kubista                                      | 800 m         | 1:46,16 |             |             | 1:47,66      | 25.      | nepostoupil  | nepostoupil | nepostoupil  | nepostoupil      |
| Martin Mazáč                                     | 110 m přek.   | 13,48 s |             |             | 13,52        | 17.      | nepostoupil  | nepostoupil | nepostoupil  | nepostoupil      |
| Daniel Němeček Pavel Maslák Petr Lichý Jan Tesař | 4 × 400 m     |         |             |             | 3:04,54 (SB) | 19.      |              |             | nepostoupili | nepostoupili     |
| Jaroslav Bába                                    | Skok do výšky | 2,31 m  | 2,26 m      | 14.         |              |          |              |             | nepostoupil  | nepostoupil      |
| Michal Balner                                    | Skok o tyči   | 5,65 m  | NM          | –           |              |          |              |             | nepostoupil  | nepostoupil      |
| Jan Kudlička                                     | Skok o tyči   | 5,77 m  | 5,65 m      | 1.          |              |          |              |             | 5,75 m       | 7.               |
| Ladislav Prášil                                  | Vrh koulí     | 21,47 m | 20,90 m     | 2.          |              |          |              |             | 20,98 m      | 5.               |
| Martin Stašek                                    | Vrh koulí     | 20,98 m | 20,04 m     | 11.         |              |          |              |             | 19,10 m      | 12.              |
| Antonín Žalský                                   | Vrh koulí     | 20,28 m | 19,76 m     | 12.         |              |          |              |             | 19,54 m      | 11.              |
| Lukáš Melich                                     | Hod kladivem  | 80,28 m | 78,52 m     | 2.          |              |          |              |             | 79,36 m      | Bronzová medaile |
| Vítězslav Veselý                                 | Hod oštěpem   | 87,68 m | 81,51 m     | 5.          |              |          |              |             | 87,17 m      | Zlatá medaile    |

SB – nejlepší výkon sezóny (SB* – výkon před šampionátem), PB – osobní rekord, NM – bez platného pokusu

### Ženy
| Atletka                                                          | Disciplína     | SB*     | Kvalifikace | Kvalifikace | Rozběh       | Rozběh   | Semifinále   | Semifinále   | Finále         | Finále        |
| Atletka                                                          | Disciplína     | SB*     | Výkon       | Umístění    | Výkon        | Umístění | Výkon        | Umístění     | Výkon          | Umístění      |
| ---------------------------------------------------------------- | -------------- | ------- | ----------- | ----------- | ------------ | -------- | ------------ | ------------ | -------------- | ------------- |
| Kateřina Čechová                                                 | 100 m          | 11,32 s |             |             | 11,67 s      | 34.      | nepostoupila | nepostoupila | nepostoupila   | nepostoupila  |
| Lenka Masná                                                      | 800 m          | 2:00,78 |             |             | 2:00,31 (SB) | 13.      | 1:59,56 (PB) | 5.           | 2:00,59        | 8.            |
| Lucie Škrobáková                                                 | 100 m přek.    | 12,79 s |             |             | 13,24 s      | 24.      | nepostoupila | nepostoupila | nepostoupila   | nepostoupila  |
| Zuzana Hejnová                                                   | 400 m přek.    | 53,07 s |             |             | 55,25 s      | 5.       | 53,52 s      | 1.           | 52,83 (NR)     | Zlatá medaile |
| Denisa Rosolová                                                  | 400 m přek.    | 54,38 s |             |             | 55,44 s      | 8.       | 55,14 s      | 11.          | nepostoupila   | nepostoupila  |
| Denisa Rosolová Jitka Bartoničková Jana Slaninová Zuzana Hejnová | 4 × 400 m      |         |             |             | 3:30,48      | 10.      |              |              | nepostoupily   | nepostoupily  |
| Anežka Drahotová                                                 | Chůze na 20 km | 1.30:54 |             |             |              |          |              |              | 1.29:05 (= NR) | 7.            |
| Lucie Pelantová                                                  | Chůze na 20 km | 1.32:07 |             |             |              |          |              |              | 1.40:23        | 57.           |
| Jiřina Svobodová                                                 | Skok o tyči    | 4,64 m  | 4,55 m      | 1.          |              |          |              |              | 4,55 m         | 8.            |
| Jana Korešová                                                    | Skok daleký    | 6,65 m  | 6,18 m      | 25.         |              |          |              |              | nepostoupila   | nepostoupila  |
| Tereza Králová                                                   | Hod kladivem   | 70,21 m | 64,74 m     | 24.         |              |          |              |              | nepostoupila   | nepostoupila  |

#### Sedmiboj
| Sedmiboj         | Sedmiboj      | Sedmiboj       | Sedmiboj     | Sedmiboj   | Sedmiboj |
| Atletka          | SB*           | Disciplína     | Výsledek     | Body       | Umístění |
| ---------------- | ------------- | -------------- | ------------ | ---------- | -------- |
| Eliška Klučinová |               | 100 m překážek | 13,97 s (PB) | 983        | 23.      |
| Eliška Klučinová | Skok do výšky | 1,86 m (PB)    | 1 054        | 4.         |          |
| Eliška Klučinová | Vrh koulí     | 14,19 m (SB)   | 807          | 5.         |          |
| Eliška Klučinová | Běh na 200 m  | 24,91 s        | 895          | 15.        |          |
| Eliška Klučinová | Skok daleký   | 6,12 m         | 887          | 11.        |          |
| Eliška Klučinová | Hod oštěpem   | 45,76 m        | 778          | 9.         |          |
| Eliška Klučinová | Běh na 800 m  | 2:12,50 (PB)   | 928          | 10.        |          |
| Eliška Klučinová | 6 190         | Celkově        | Celkově      | 6 332 (PB) | 7.       |

SB – nejlepší výkon sezóny (SB* – výkon před šampionátem), PB – osobní rekord, NR – český národní rekord

## Průběh šampionátu

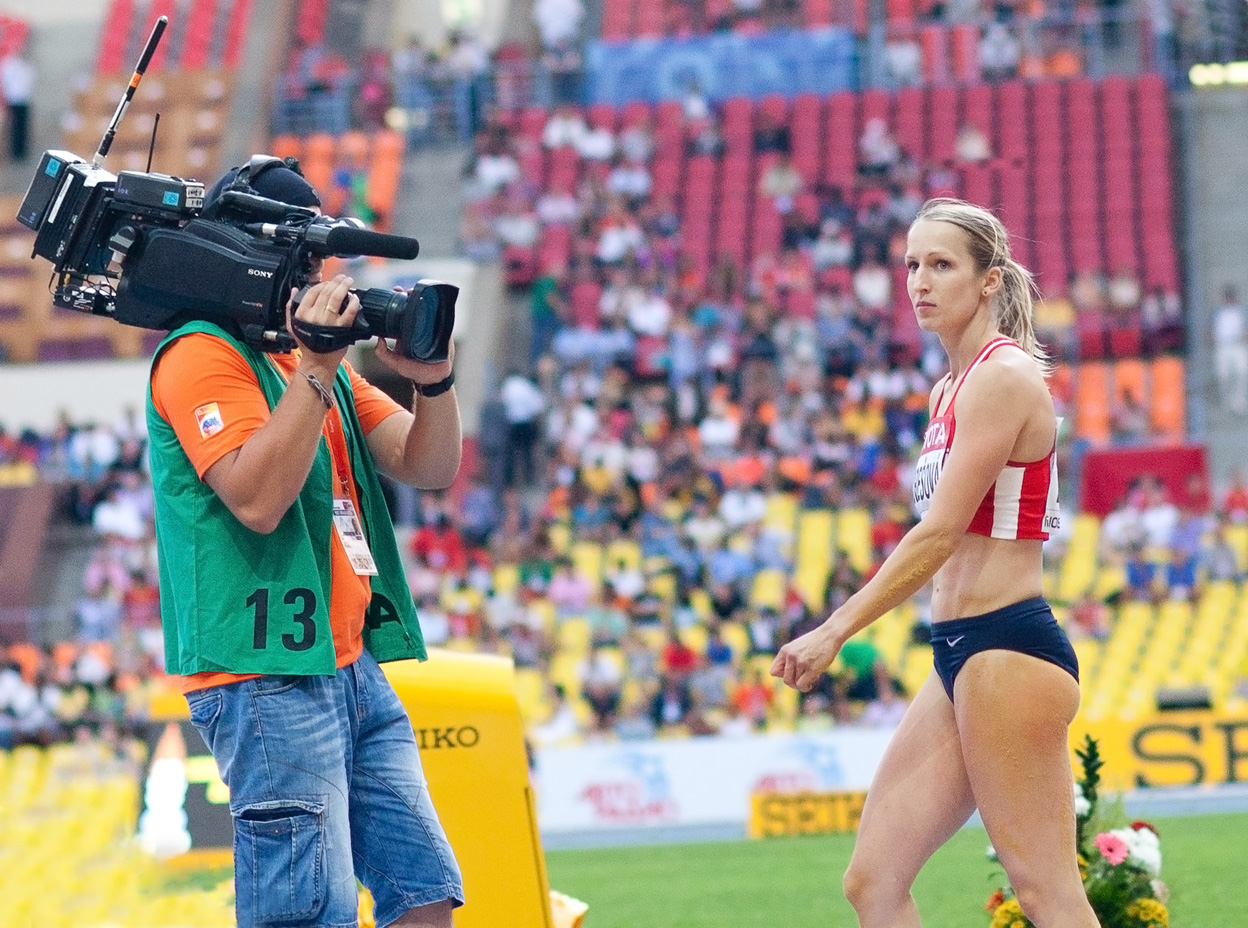
Jana Korešová v dálce

První den – sobota 10. srpna – začal pro české atlety kvalifikací ve skoku o tyči. Jeden z favoritů celé soutěže Jan Kudlička prošel bez problémů do finále, když vynechal výšku 5,55 m, kterou většina účastníků skákala, a na 5,65 m uspěl stejně jako největší favorit Renaud Lavillenie na druhý pokus. Druhý reprezentant Michal Balner nezvládl ani jeden z pokusu na základní výšce 5,40 m a na MS skončil.
V běhu na 800 m si Jan Kubista (syn Jana Kubisty staršího, úspěšného československého atletického reprezentanta) ve svém běhu nevypracoval před cílem dobrou pozici a přes snahu ve finiši skončil na prvním nepostupovém místě. Na postup mu nestačil ani dosažený čas. Podle svých slov měl přílišný respekt ze soupeřů.
Jana Korešová v kvalifikaci skoku do dálky skončila daleko od účasti ve finále – výkonem 618 cm se nepřiblížila svým nejlepším letošním výkonům.
V hodu kladivem postoupil Lukáš Melich splněním kvalifikačního limitu hned na první pokus. Zatímco jiní závodníci si trochu stěžovali na místní závodiště, Melich byl s kruhem spokojen. Přesto svůj pokus hodnotil jako pomalý a zadržený.
Druhý den začal pro české reprezentanty smůlou v běhu na 110 m překážek, v němž Martin Mazáč skončil na prvním nepostupovém místě. Uspěl však favorit Pavel Maslák, který ve svém charakteristickém dresu s rukávy doběhl ve svém rozběhu na trati 400 m bez problémů na třetím, přímo postupovém místě. Přesto neměl ze závodu dobrý pocit – poznamenal, že před téměř prázdnými tribunami se necítil jako na mistrovství světa.
Dařilo se také tyčkařce Jiřina Svobodové (za svobodna Ptáčníkové), která třemi bezchybnými pokusy postoupila do finále. Naopak sprinterka Kateřina Čechová doběhla ve svém rozběhu na 100 m sedmá a do dalších bojů se neprobojovala.
Třetí den – pondělí 12. srpna – byl pro českou výpravu velmi úspěšný. Sedmibojařka Eliška Klučinová si na 110 m překážek vylepšila osobní rekord a v následném skoku do výšky vyrovnala osobní maximum. Po dobrém výkonu ve vrhu koulí se dostala na 5. místo průběžného pořadí. Na něm figurovala i po poslední disciplíně dne, běhu na 200 m.
Další úspěchy získalo Česko v rozbězích na 400 metrů překážek žen. V prvním zvítězila po dodatečné diskvalifikaci Jamajčanky Spencerové Denisa Rosolová a druhý běh suverénně ovládla česká jednička Zuzana Hejnová. Svůj doběh komentovala slovy „Ještě se mi nestalo, že bych na mistrovství světa takhle vyklusávala.“ V semifinále běhu na 400 metrů závodil Pavel Maslák, který výborným výkonem umocněným novým českým rekordem postoupil do finále.
 V rozhovoru přiznal, že mu ke konci už docházely síly.
Jan Kudlička nezačal ve finále skoku o tyči dobře – na základní výšce uspěl až na poslední pokus. Další skoky také nezdolával napoprvé, ale dostal se až na výšku 5,75 m. Neuspěl až při pokusu o nový český rekord 4,82 m a skončil na sedmém místě.
Lépe se dařilo Lukáši Melichovi ve finále hodu kladivem. Jeho první pokus byl jen podprůměrný, ale třetím hodem se dostal těsně pod 80 m a tím i na průběžné třetí místo. O to se bál až do posledního pokusu Slovince Primože Kozmuse, který jej sice přehodil, ale s přešlapem. Lukáš Melich tak vybojoval svou první medaili na velké akci a zaznamenal také první medailový úspěch české výpravy na tomto mistrovství světa.
Čtvrtý den byl zahájen úspěchem české chodkyně Anežky Drahotové, která v chůzi na 20 km celé dvě třetiny trasy startovní pole vedla a nakonec ve vyrovnaném českém rekordu obsadila sedmou příčku. V kvalifikaci výškařů se naopak příliš nedařilo Jaroslavu Bábovi. Vyrovnal sice svůj nejlepší letošní výkon, ale díky většímu počtu pokusů se nekvalifikoval do finále.
Zuzana Hejnová svoje semifinále na 400 metrů překážek s přehledem vyhrála a suverénně postoupila do finále. Po závodě se vyjádřila, že ve finále doufá v čas pod 53 s. Druhá česká závodnice na této trati Denisa Rosolová byla ve svém běhu ještě při náběhu do cílové rovinky na postupovém místě, pak ale udělala chybu na překážce a finále jí uniklo.
V sedmiboji vylepšila Eliška Klučinová o 49 bodů svůj český rekord a skončila na nečekaně dobrém sedmém místě. Tyčkařka Jiřina Svobodová zvládla bez problémů první tři výšky, ale svoje letošní maximum již nepřekonala a se šampionátem se tak rozloučila 8. místem.
Nejlepší výkon v úterních finálových soutěžích předvedl na 400 m Pavel Maslák, který na cílové čáře přesprintoval tuhnoucí soupeře a vybojoval nečekané páté místo, kterému v cíli zpočátku ani nevěřil.

V pátém „odpočinkovém“ dni zasáhla do bojů jediná česká zástupkyně – Tereza Králová. Kladivem hodila pod své možnosti a nepostoupila z kvalifikace.

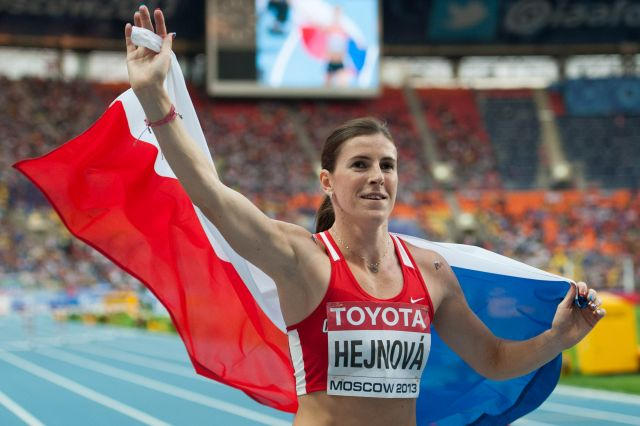
Zuzana Hejnová po svém vítězném finálovém běhu

Šestý den byl zahájen trojnásobným českým úspěchem – z kvalifikace koulařů postoupili Antonín Žalský, Ladislav Prášil i Martin Stašek a tak Česko mělo poprvé v historii tři koulaře ve finále. Dařilo se i favorizovanému oštěpaři Vítězslavu Veselému, který prvním hodem poslal oštěp téměř k 90 m, ale přešlápl. Druhým pokusem hodil těsně pod postupový limit a k poslednímu nenastoupil, aby šetřil poraněné koleno. Na postup do finále to však s jistotou stačilo. Nedařilo se pouze mužské štafetě na 4 × 400 m, která se v nabité konkurenci v rozběhu neprosadila.
Nejsledovanější české finále – 400 m překážek žen – začalo ve 20:45 místního času. Zuzana Hejnová nebyla poražena v předchozích 10 závodech a ani nyní se to žádné ze soupeřek nepodařilo. Hejnová zvítězila o více než sekundu, když se poprvé dostala pod hranici 53 sekund a opět tak vytvořila nový český rekord.
Sedmý den nezačal pro českou výpravu zrovna nejlépe. V rozbězích na 100 m překážek se Lucie Škrobáková ani nepřiblížila svému nejlepšímu letošnímu výkonu a nakonec se o jedinou setinu stala první nepostupující. Nedařilo se ani ženské štafetě na 4 × 400 m. Česká kvarteto skončilo v rozbězích na 10. pozici a do finále se neprobojovalo.
Po nečekaném postupu tří českých koulařů se čekalo na jejich výsledek ve finále. Žalský a Stašek skončili na 11. a 12. místě. Ladislav Prášil předvedl vyrovnanou sérii vrhů těsně pod 21 m a dosáhl na páté místo.
V semifinále na 800 m si Lenka Masná v prvním běhu vytvořila nový osobní rekord. Skončila sice pátá, její čas však stačil na nečekaný postup do finále.
Osmý den se česká reprezentace dočkala druhé zlaté medaile. O vítězství Vítězslava Veselého v hodu oštěpem se předem uvažovalo, ale už v kvalifikaci bylo vidět, že se zraněným kolenem nemůže absolvovat více kvalitních hodů. Veselý se proto soustředil na první pokus a to se mu vyplatilo: svým pátým nejdelším hodem v kariéře poslal oštěp přes 87 m. S ortézou na noze pak absolvoval ještě čtyři pokusy, ale více už nehodil. Nepodařilo se to však ani žádnému z jeho soupeřů, i když Fin Tero Pitkämäki se mu přiblížil na 10 cm. 
Veselý tak přes zranění získal svou první zlatou medaili na velkém světovém šampionátu. Navíc teprve po závodě přiznal, že kromě kolena jej v Moskvě trápily i střevní problémy.
Poslední den šampionátu reprezentovala Česko jen Lenka Masná, která v běhu na 800 m nečekaně postoupila až do finále. Zde nezklamala, ale na soupeřky už nestačila a skončila osmá.